# Wiktor Adamus
Wiktor Adamus (ur. 1947 w Łyczakowie) – polski ekonomista, doktor habilitowany nauk ekonomicznych, rektor Wyższej Szkoły Ubezpieczeń w Krakowie.

## Życiorys
W 1971 roku uzyskał tytuł magistra z nauk rolniczych na Uniwersytecie Rolniczym im. Hugona Kołłątaja w Krakowie. W 1980 roku na tej samej uczelni, w tej samej dziedzinie uzyskał stopień doktora.  
28 kwietnia 1997 roku uzyskał stopień doktora habilitowanego nauk ekonomicznych na Szkole Głównej Gospodarstwa Wiejskiego w Warszawie na podstawie pracy pt. Cykl 7 jednotematycznych publikacji pt. Metody wspomagania decyzji w gospodarstwie rolniczym.
W latach 2018–2023 był profesorem Uniwersytetu Jagiellońskiego.
Jest autorem ponad 200 artykułów naukowych opublikowanych w kraju i zagranicą. Został odznaczony między innymi Złotym Krzyżem Zasługi, Medalem Komisji Edukacji Narodowej oraz Krzyżem Kawalerskim Orderu Odrodzenia Polski, od 2009 jest także honorowym obywatelem gminy Kazimierza Wielka.
Na stałe mieszka w Krakowie.